# Mezoglee
Mezogleea este stratul intermediar gelatinos, situat între straturile interne și externe ale corpului poriferelor și celenteratelor. Ea nu are o structură celulară (este anhistă).